# Phlegmariurus darwinianus
Phlegmariurus darwinianus är en lummerväxtart som först beskrevs av Wilhelm Guillermo Gustav o Franz Francis Herter och Hermann Nessel, och fick sitt nu gällande namn av B. Øllg. Phlegmariurus darwinianus ingår i släktet Phlegmariurus och familjen lummerväxter. Inga underarter finns listade i Catalogue of Life.